# Кадожак
Кадожа́к (фр. и окс. Cadaujac) — коммуна во Франции, находится в регионе Новая Аквитания. Департамент — Жиронда. Входит в состав кантона Бред. Округ коммуны — Бордо.
Код INSEE коммуны — 33080.
Коммуна расположена приблизительно в 510 км к юго-западу от Парижа, в 10 км юго-восточнее Бордо.

## Население
Население коммуны на 2008 год составляло 4744 человека.
| 1962 | 1968 | 1975 | 1982 | 1990 | 1999 | 2008 |
| ---- | ---- | ---- | ---- | ---- | ---- | ---- |
| 1863 | 2152 | 2537 | 2823 | 4137 | 4404 | 4744 |

## Администрация
| Период | Период | Фамилия             | Партия                    | Примечания |
| ------ | ------ | ------------------- | ------------------------- | ---------- |
| 1956   | 1989   | Кристиан де Сигуайе |                           |            |
| 1989   | 2007   | Жильбер Руссело     | Союз за народное движение |            |
| 2007   |        | Франсис Газо        | Союз за народное движение |            |

## Экономика
Основу экономики составляет виноградарство. Вина хозяйства Шато Буско входят в классификацию Грава (Cru Classé de Graves) среди лучших вин субрегиона Пессак-Леоньян.
В 2007 году среди 3213 человек в трудоспособном возрасте (15-64 лет) 2377 были экономически активными, 836 — неактивными (показатель активности — 74,0 %, в 1999 году было 71,6 %). Из 2377 активных работали 2235 человек (1181 мужчина и 1054 женщины), безработных было 142 (72 мужчины и 70 женщин). Среди 836 неактивных 310 человек были учениками или студентами, 270 — пенсионерами, 256 были неактивными по другим причинам.

## Достопримечательности
- Замок Маллере[фр.] (1870 год). Исторический памятник с 1989 года[3]
- Замок Сеж (XVIII век). Исторический памятник с 1983 года[4]
- Здание XVIII века, т. н. «Дом права». Исторический памятник с 1988 года[5]
- Замок Барден
- Замок Буско[фр.] (XVI век)
- Замок Экк[фр.] (XII век)
- Церковь Сен-Пьер (XII век)

## Фотогалерея
- Церковь Сен-Пьер
- Замок Маллере
- Замок Сеж
- Мэрия